# Aegithalos sharpei
Il codibugnolo birmano (Aegithalos sharpei (Rippon, 1904)) è un uccello passeriforme della famiglia Aegithalidae.

## Etimologia
Il nome scientifico della specie, sharpei, venne scelto in omaggio a Richard Bowdler Sharpe.

## Descrizione

### Dimensioni
Misura 11 cm di lunghezza.

### Aspetto
Si tratta di uccelletti dall'aspetto paffuto e arrotondato, muniti di grossa testa arrotondata con corto becco conico dalla mandibola superiore lievemente ricurva verso il basso, ali corte ma appuntite e coda lunga quasi quanto il corpo e dall'estremità cuneiforme: nel complesso, il codibugnolo birmano è molto simile al codibugnolo ciglianere, rispetto al quale presenta colorazione della testa dai contorni più netti.
Il piumaggio si presenta bruno-nocciola chiaro su petto, fianchi, parte superiore del dorso e ventre, mentre ali, groppa, codione e coda sono di color grigio-ardesia: fronte e vertice sono bianchi, così come bianchi sono i lati del collo e la gola (delimitata da un sottile mustacchio nero, a sua volta delimitato da un secondo mustacchio bianco), mentre l'area attorno agli occhi, il sopracciglio e la nuca sono neri.
Il becco è nerastro, le zampe sono di color carnicino-aranciato e gli occhi sono gialli.

## Biologia
Si tratta di uccelli diurni e moderatamente gregari, che vivono in gruppetti di una decina d'individui, passando la maggior parte della giornata alla ricerca di cibo nella canopia, tenendosi in contatto costante fra loro mediante corti e acuti richiami.

### Alimentazione
Il codibugnolo birmano è un uccello prettamente insettivoro, che si nutre in massima parte di insetti ed altri piccoli invertebrati rinvenuti scandagliando rami e foglie degli alberi: una piccola parte della dieta di questi animali è inoltre molto probabilmente composta da materiale di origine vegetale (bacche e granaglie).

### Riproduzione
La stagione riproduttiva va da aprile ai primi di giugno: si tratta di uccelli monogami, con le coppie che si isolano dal gruppo d'appartenenza durante il periodo degli amori.

Sebbene si conosca poco riguardo alle modalità riproduttive effettive di questi animali, si ha motivo di credere che esse non differiscano in maniera significativa da quelle osservabili fra i codibugnoli.

## Distribuzione e habitat
Come intuibile dal nome comune, il codibugnolo birmano è endemico della Birmania, della quale popola le aree montuose del centro e del sud dello stato Chin, nel nord-ovest del Paese.
L'habitat di questi uccelli è rappresentato dalle pinete aperte sopra i 2500 m di quota.

## Tassonomia
In passato, il codibugnolo birmano veniva considerato una sottospecie del codibugnolo ciglianere, col nome di A. bonvaloti sharpei: tale classificazione, sebbene ritenuta valida da alcuni autori, non è supportata dalle analisi molecolari, che hanno evidenziato una certa distanza genetica fra le due popolazioni, portando a sancire la loro separazione col rango di specie distinte nell'ambito di una superspecie che comprende anche il codibugnolo fronterossiccia e il codibugnolo fuligginoso.